# Terellia montana
Terellia montana är en tvåvingeart som beskrevs av Korneyez 2006. Terellia montana ingår i släktet Terellia och familjen borrflugor.
Artens utbredningsområde är Kazakstan. Inga underarter finns listade i Catalogue of Life.